# Dilawar Aimaq

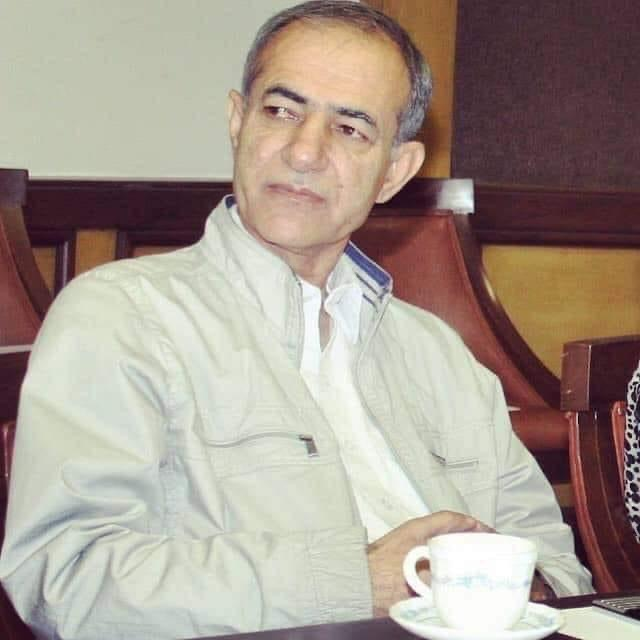
Dilawar Aimaq, 2015

Dilawar Aimaq (* 5. April 1963 im Bezirk Nahrin, Provinz Baghlan, Afghanistan) ist ein afghanischer General, Politiker und Stammesführer. Er ist ein prominenter Vertreter des Aimaq-Stammes und war von 2010 bis 2020 Abgeordneter der Wolesi Jirga, des afghanischen Unterhauses.

## Leben
Aimaq wurde 1963 als Sohn von Shir Mohammad Aimaq in der Provinz Baghlan geboren. Er besuchte die Schule in Nahrin und schloss 1982 sein Studium an der Militärakademie (Harbi Pohantun) in Kabul ab. In den 1980er-Jahren diente er als Offizier in der 20. Division der afghanischen Armee unter dem PDPA-Regime.
Während des afghanischen Bürgerkriegs war er ein Unterstützer von Ahmad Shah Massoud im Widerstand gegen die sowjetische Invasion. In den Jahren nach dem Sturz der Taliban war er aktiv im Kampf gegen deren Rückkehr.

## Politische Karriere
Von 2010 bis 2020 war Dilawar Aimaq Abgeordneter im afghanischen Parlament für die Provinz Baghlan. Er war stellvertretender Vorsitzender der Kommission für innere Sicherheit und setzte sich für Sicherheitsfragen sowie stammespolitische Belange ein. Er gilt als nahestehend zur islamisch-demokratischen Partei Jamiat-e Islami.
Aimaq trat auch öffentlich gegen die Bedrohung durch die Taliban auf und warnte bereits zwischen 2015 und 2017 vor deren wachsendem Einfluss im Norden Afghanistans.

## Persönliches
General Aimaq spricht Dari-Persisch und Pashto. Er lebt weiterhin in Afghanistan und ist als Stammesführer politisch und gesellschaftlich aktiv.